# Oakville (Ontário)
Oakville é uma cidade localizada na província canadense de Ontário. A sua área é de 138,51 km², sua população é de 182.520 habitantes, e sua densidade populacional é de 1.317 hab/km² (segundo o censo canadense de 2011). A cidade foi fundada em 1827, e incorporada em 1962. Faz parte da Municipalidade Regional de Halton e da região metropolitana de Toronto.
É lar de residências luxuosas e de e de uma classe média emergente juntamente à um comércio que a cada ano sofre processo de expansão.